# Fígado (cor)
O fígado é um tipo de cor, que também pode referir-se a um grupo de certos tipos de cor marrom escura em cães e cavalos. A referida nomenclatura também pode referir-se à cor do órgão. O primeiro uso registrado da palavra fígado como nome de cor na língua inglesa foi em 1686.

## Em cães
Em cães, a cor fígado é causada pela diluição do pigmento eumelanina (preto) pelo locus B. O gene que causa o fígado é recessivo, então um cão BB ou Bb tem pigmento preto normal. Apenas um cachorro bb possui cor fígado. Existem vários genes b recessivos diferentes, mas todos tornam a pelagem marrom. Eles só são distinguíveis por meio de testes genéticos. O fígado também pode ser chamado de nomes diferentes, como marrom, chocolate ou vermelho. Vermelho é um termo muito enganador e deve ser evitado ao se referir à cor fígado, pois pode ser confundido com o pigmento feomelanina. Este segundo pigmento é o que colore todas as partes "vermelhas verdadeiras" ou amarelas de um cão.

## Em cavalos
Em cavalos, a pelagem cor fígado é um cavalo castanho de cor chocolate. Uma pelagem de cor fígado castanha escura tem a mesma genética de base recessiva que uma castanha normal, mas a tonalidade é um marrom escuro em vez da cor avermelhada ou ferrugem mais típica da castanha. Um cavalo que parece ter uma cor fígado castanha escura, mas tem uma crina e cauda cor de linho, às vezes coloquialmente, embora incorretamente, é chamado de "palomino de chocolate", poderia ser geneticamente castanho, mas também poderia ser um cavalo preto manifestando o gene dapple prata. Silver dapple é um gene de diluição que atua de maneira semelhante à diluição da cor fígado em cães.

## Fígado (órgão)

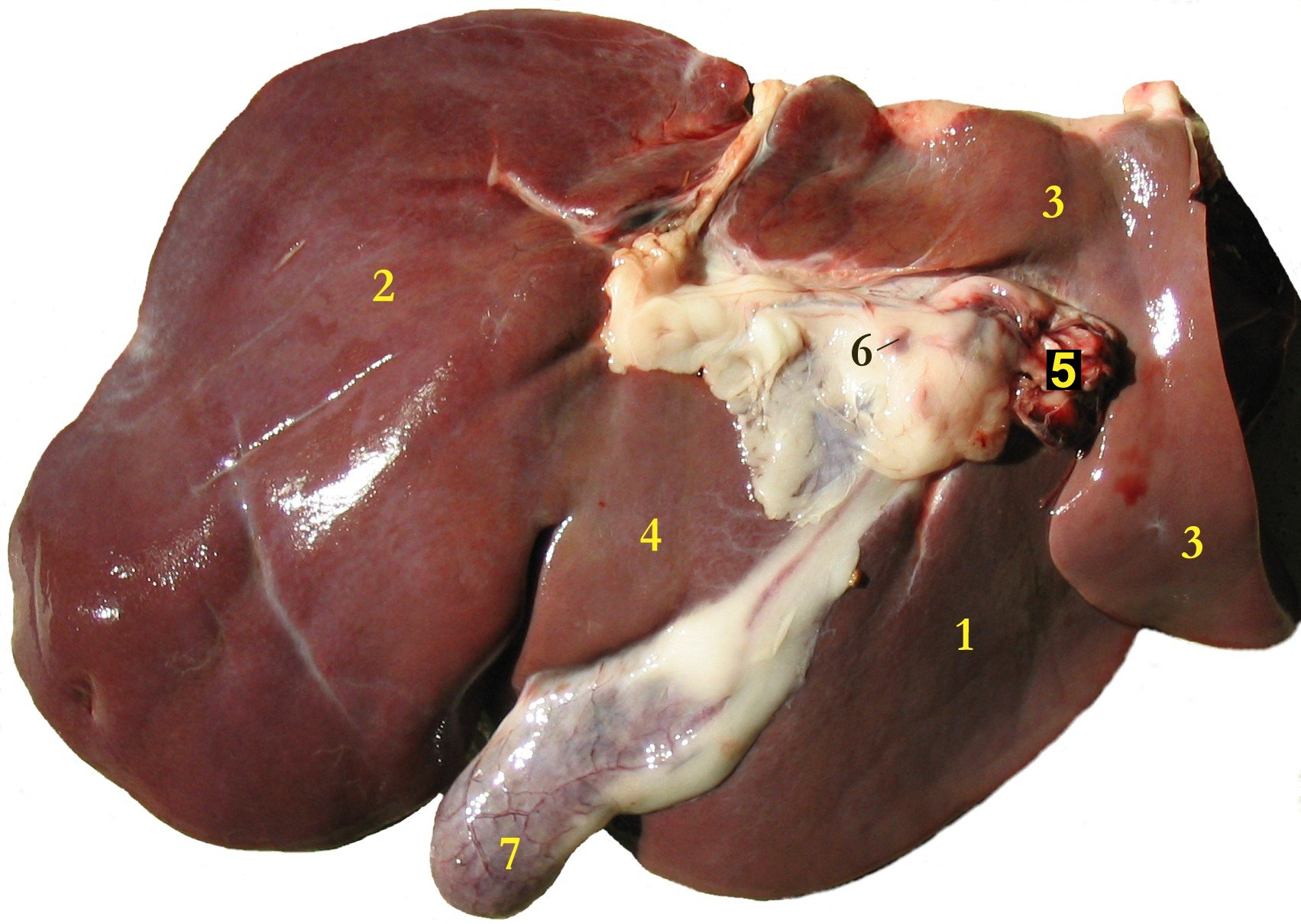
Uma imagem do fígado de uma ovelha saudável; fígados humanos são praticamente da mesma cor

Na imagem, está uma representação da cor de um fígado humano saudável. Pode variar do marrom ao marrom avermelhado. Um fígado amarelado ou esverdeado pode indicar icterícia ou uma condição semelhante, uma cor marrom escura pode indicar intoxicação por álcool, uma cor preta pode indicar enfisema terminal e tons brancos ou acinzentados podem indicar câncer. Não se sabe porque a cor dos cães e cavalos passou a ser conhecida pelo termo "fígado", já que esses tons indicam um fígado insalubre. Esses tons saudáveis geralmente indicam fluxo sanguíneo, razão pela qual os fígados e outras carnes ficam marrom-acinzentados quando cozidos.